# Ravilansaari
Ravilansaari är en ö i Finland. Den ligger i sjön Alainen-Karkjärvi och i kommunen Kuhmois i landskapet Mellersta Finland, i den södra delen av landet, 160 km norr om huvudstaden Helsingfors. Öns area är 3,4 hektar och dess största längd är 370 meter i sydväst-nordöstlig riktning.